# Pachyceramyia littoralis
Pachyceramyia littoralis är en tvåvingeart som först beskrevs av Malloch 1917.  Pachyceramyia littoralis ingår i släktet Pachyceramyia och familjen husflugor. Inga underarter finns listade i Catalogue of Life.